# 包文 (成化進士)
包文（？—？），福建晋江县（今晋江市）人，明朝政治人物，進士出身。

## 生平
天顺六年（1462年），福建壬午乡试中舉。成化二年（1466年）丙戌科進士，官至户部员外郎。